# Scottish Premier Division 1975/76
Die Scottish Football League Premier Division wurde 1975/76 zum ersten Mal ausgetragen. Nach der Auflösung der Division One am Saisonende 1974/75 feierte die von der Scottish Football Association neugegründete Liga ihre Premiere. Es war zudem die 79. Austragung einer höchsten Fußball-Spielklasse innerhalb der Scottish Football League, in der der Schottische Meister ermittelt wurde. In der Saison 1975/76 traten 10 Vereine in insgesamt 36 Spieltagen gegeneinander an. Jedes Team spielte jeweils zweimal zu Hause und auswärts gegen jedes andere Team. Es galt die 2-Punkte-Regel. Bei Punktgleichheit zählte die Tordifferenz.
Die Meisterschaft gewannen zum insgesamt 36. Mal in der Vereinsgeschichte die Glasgow Rangers. Die Rangers  qualifizierten sich als Meister für die folgende Europapokal der Landesmeister Saison-1976/77. Der Zweit- und Drittplatzierte Celtic Glasgow und Hibernian Edinburgh qualifizierten sich für den UEFA-Pokal. Als unterlegener Pokalfinalist gegen die Rangers qualifizierte sich Heart of Midlothian für den Europapokal der Pokalsieger. Der FC Dundee und FC St. Johnstone stiegen in die First Division ab. Torschützenkönig wurde mit 24 Treffern Kenny Dalglish von Celtic Glasgow.

## Vereine
| Verein              | Stadt      | Stadion           |
| ------------------- | ---------- | ----------------- |
| Ayr United          | Ayr        | Somerset Park     |
| Celtic Glasgow      | Glasgow    | Celtic Park       |
| FC Aberdeen         | Aberdeen   | Pittodrie Stadium |
| FC Dundee           | Dundee     | Dens Park         |
| FC Motherwell       | Motherwell | Fir Park          |
| FC St. Johnstone    | Perth      | Muirton Park      |
| Dundee United       | Dundee     | Tannadice Park    |
| Glasgow Rangers     | Glasgow    | Ibrox Park        |
| Heart of Midlothian | Edinburgh  | Tynecastle Park   |
| Hibernian Edinburgh | Edinburgh  | Easter Road       |

## Statistik

### Abschlusstabelle
| Pl. | Verein                 | Sp. | S  | U  | N  | Tore    | Diff. | Punkte |
| --- | ---------------------- | --- | -- | -- | -- | ------- | ----- | ------ |
| 1.  | Glasgow Rangers (M)    | 36  | 23 | 8  | 5  | 060:240 | +36   | 54:18  |
| 2.  | Celtic Glasgow (P) (L) | 36  | 21 | 6  | 9  | 071:420 | +29   | 48:24  |
| 3.  | Hibernian Edinburgh    | 36  | 18 | 7  | 11 | 055:430 | +12   | 43:29  |
| 4.  | FC Motherwell          | 36  | 16 | 8  | 12 | 057:490 | +8    | 40:32  |
| 5.  | Heart of Midlothian    | 36  | 13 | 9  | 14 | 039:450 | −6    | 35:37  |
| 6.  | Ayr United             | 36  | 14 | 5  | 17 | 046:590 | −13   | 33:39  |
| 7.  | FC Aberdeen            | 36  | 11 | 10 | 15 | 049:500 | −1    | 32:40  |
| 8.  | Dundee United          | 36  | 12 | 8  | 16 | 046:480 | −2    | 32:40  |
| 9.  | FC Dundee              | 36  | 11 | 10 | 15 | 049:620 | −13   | 32:40  |
| 10. | FC St. Johnstone       | 36  | 3  | 5  | 28 | 029:790 | −50   | 11:61  |

Platzierungskriterien: 1. Punkte – 2. Tordifferenz – 3. geschossene Tore

| Saison 1975/76 |

| Zum Saisonende 1974/75 |                               |
| (M)                    | Meister des Vorjahres         |
| (P)                    | Pokalsieger des Vorjahres     |
| (L)                    | Ligapokalsieger des Vorjahres |

## Die Meistermannschaft der Glasgow Rangers
(Alle Spieler mit mindestens einem Einsatz wurden berücksichtigt)
| 1.              | Glasgow Rangers |
| Glasgow Rangers | - Tor: Stewart Kennedy, Peter McCloy - Abwehr: Ally Dawson, Jim Denny, John Greig, Colin Jackson, Sandy Jardine, Derek Johnstone, Ian McDougall, Alex Miller - Mittelfeld: Tom Forsyth, Graham Fyfe, Johnny Hamilton, Alex MacDonald, Bobby McKean, Tommy McLean, Alex O’Hara, Quintin Young - Sturm: Gordon Boyd, Martin Henderson, Derek Parlane, Ally Scott, Colin Stein - Trainer: Jock Wallace |